# Antraquinona
L'antraquinona  (9,10-dioxoantracè) és un compost aromàtic policíclic derivat de l'antracè. L'antraquinona està present a la natura en un cert nombre d'animals i plantes i és la matèria activa de fitosanitaris, fàrmacs o pesticides que presenten un efecte repel·lent pels ocells. A la Unió Europea aquesta substància està en revisió annex I de la directiva 91/414/CEE.

## En la natura

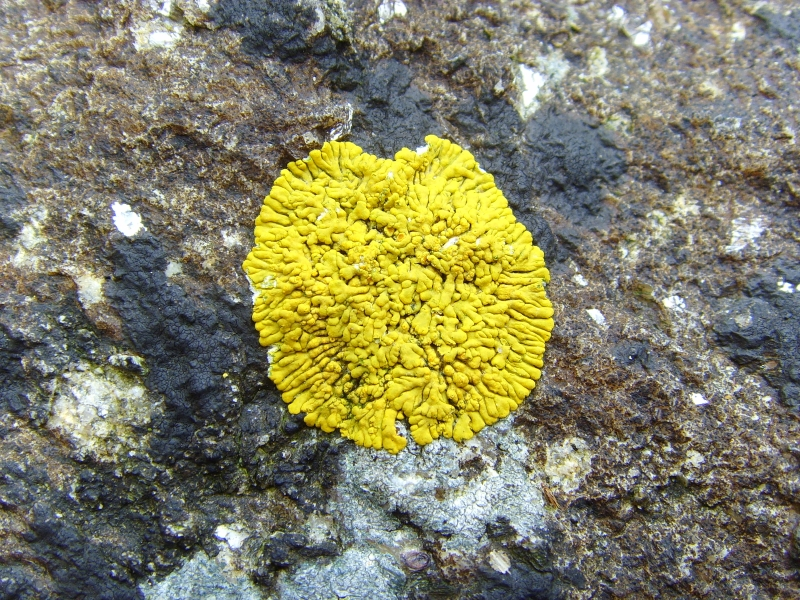
El color groc de certs líquens (aquest és Caloplaca thallincola) es deu a la presència d'antraquinones.

L'antraquinona es troba en estat natural a plantes com el ruibarbre, aloes i en bolets i líquens. També es troba en la major part dels insectes. Els derivats d'antraquinona acostumen a tenir efecte laxant.

## Química
Hi ha diverso mètodes per obtenir antraquinona :
- L'oxidació de l'antracè.
- La condensació del benzè amb anhídrid ftàlic en presència d'AlCl₃ (reacció de Friedel-Crafts).
- Reacció de Diels-Alder (a partir de la naftoquinona i d'1,3-butadiè), seguida d'una oxidació.

## Aplicació en medicina
Per solucionar certs problemes intestinals.
L'antraquinona i els seus derivats actius com els glucòsids d'antraquinona estimulen el peristaltisme de l'intestí. No es pot perllongar el seu ús més de vuit setmanes 
 · .

## Aplicacions industrials

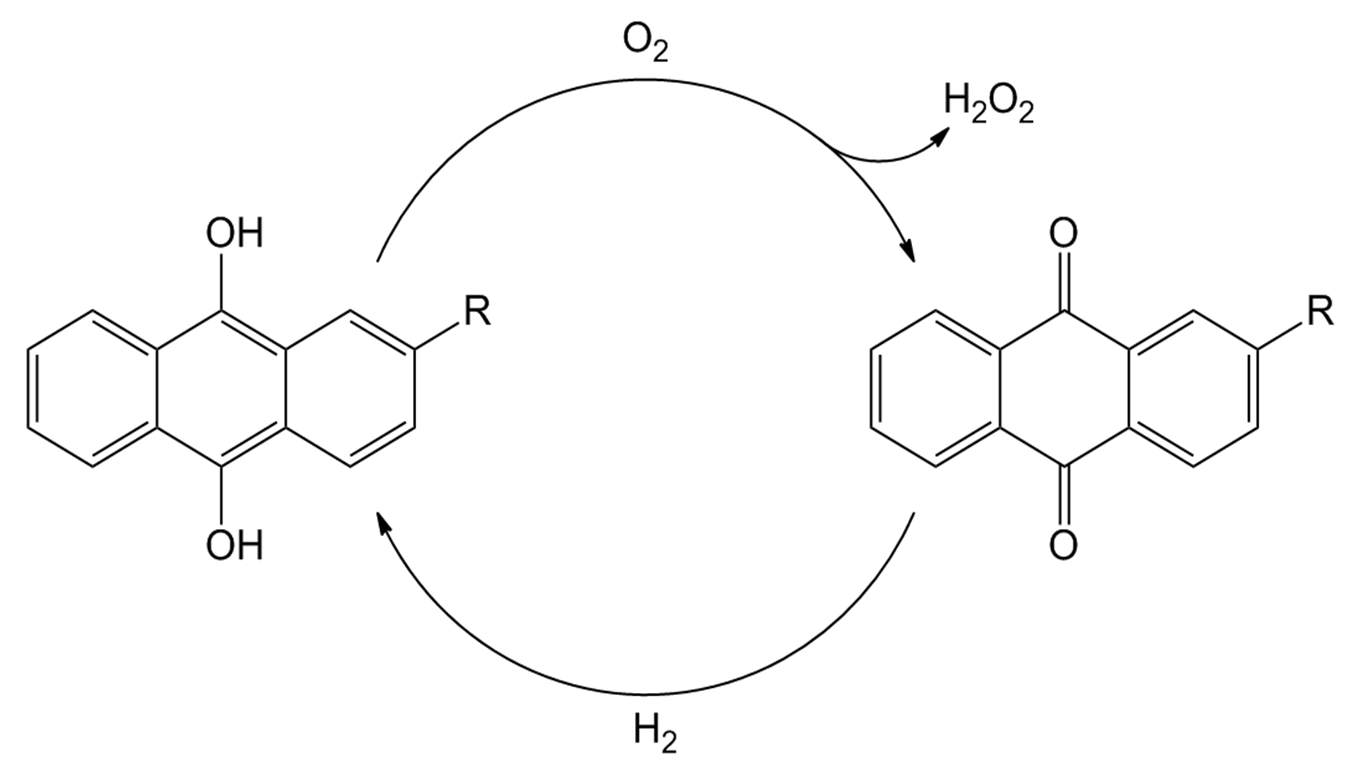
Producció d'aigua oxigenada

- Per a fabricar tints i pigments (entre ells el blau d'indantrè (PB60) groc antraquinònic (PY108) i vermell antraquinònic (PR177))
- Un dels seus derivats s'usa per a fer comercialment peròxid d'hidrogen (aigua oxigenada).